# Юлія Гергес
Юлія Ґерґес (нім. Julia Görges, нар. 2 листопада 1988, Бад-Ольдесло, Німеччина) — німецька тенісистка.
Юлія почала грати в теніс у віці 5 років. Професійною тенісисткою вона стала в 2005 році. На початку 2011 року до Юлії прийшли значні успіхи, які дозволили їй піднятися у першу двадцятку рейтингу WTA. У фіналі Porsche Tennis Grand Prix в Штутгарті вона здолала першу ракетку світу Каролін Возняцкі. Через два тижні вона знову виграла у Возняцкі на Madrid Open, але поступилася в півфіналі Вікторії Азаренко.
Гергес втратила форму в 2014 році й випала з першої сотні рейтингу WTA, але потім поступово підвищувала свій статус. У жовтні 2017 року вона здобула свій третій одиночний титул, вигравши Кубок Кремля. Вона виграла також і наступний турнір — WTA Elite Trophy. Ці успіхи дозволили їй повернутися до чільної двадцятки, а в лютому 2018 року Юлія увійшла до чільної десятки рейтингу. 
Найкращим виступом Гергес в турнірах Великого шолома в одиночній грі є вихід до півфіналу Вімблдону 2018, де вона програла Серені Вільямс.

## Значні фінали

### Фінали турнірів Великого шолома

#### Парний розряд (0–1)
| Результат | Рік  | Турнір      | Поверхня | Партнер        | Супротивники                         | Рахунок          |
| --------- | ---- | ----------- | -------- | -------------- | ------------------------------------ | ---------------- |
| Поразка   | 2014 | French Open | Ґрунт    | Ненад Зімоньїч | Анна-Лена Гренефельд Жан-Жульєн Роєр | 6–4, 2–6, [7–10] |

### Прем'єрні обов'язкові та з чільних 5

#### Парний розряд (0–1)
| Результат | Рік  | Турнір           | Поверхня | Партнерка         | Супротивниці                      | Рахунок          |
| --------- | ---- | ---------------- | -------- | ----------------- | --------------------------------- | ---------------- |
| Поразка   | 2016 | BNP Paribas Open | Хард     | Кароліна Плішкова | Бетані Маттек-Сендс Коко Вандевей | 6–4, 4–6, [6–10] |

### WTA Elite Trophy

#### Одиночний розряд: 1 титул
| Результат | Рік  | Турнір           | Поверхня      | Супротивниця  | Рахунок  |
| --------- | ---- | ---------------- | ------------- | ------------- | -------- |
| Перемога  | 2017 | WTA Elite Trophy | Хард (в залі) | Коко Вандевей | 7–5, 6–1 |

## Фінали  турнірів WTA

### Одиночний розряд: 16 (7 титулів)
| Результат | В-П | Дата     | Турнір                              | Категорія    | Поверхня      | Супротивниця        | Рахунок            |
| --------- | --- | -------- | ----------------------------------- | ------------ | ------------- | ------------------- | ------------------ |
| Перемога  | 1–0 | Лип 2010 | Gastein Ladies, Австрія             | Міжнародний  | Ґрунт         | Тімеа Бачинскі      | 6–1, 6–4           |
| Поразка   | 1–1 | Жов 2010 | Luxembourg Open, Люксембург         | Міжнародний  | Хард (в залі) | Роберта Вінчі       | 3–6, 4–6           |
| Перемога  | 2–1 | Кві 2011 | Stuttgart Open, Germany             | Прем'єрний   | Ґрунт (i)     | Каролін Возняцкі    | 7–6(7–3), 6–3      |
| Поразка   | 2–2 | Лют 2012 | Dubai Championships, UAE            | Прем'єрний   | Хард          | Агнешка Радванська  | 5–7, 4–6           |
| Поразка   | 2–3 | Жов 2012 | Linz Open, Австрія                  | Міжнародний  | Хард (i)      | Вікторія Азаренко   | 3–6, 4–6           |
| Поразка   | 2–4 | Січ 2016 | Auckland Open, Нова Зеландія        | Міжнародний  | Хард          | Слоун Стівенс       | 5–7, 2–6           |
| Поразка   | 2–5 | Чер 2017 | Mallorca Open, Іспанія              | Міжнародний  | Трава         | Анастасія Севастова | 4–6, 6–3, 3–6      |
| Поразка   | 2–6 | Лип 2017 | Bucharest Open, Румунія             | Міжнародний  | Ґрунт         | Ірина-Камелія Бегу  | 3–6, 5–7           |
| Поразка   | 2–7 | Сер 2017 | Washington Open, США                | Міжнародний  | Хард          | Катерина Макарова   | 6–3, 6–7(2–7), 0–6 |
| Перемога  | 3–7 | Жов 2017 | Kremlin Cup, Росія                  | Прем'єрний   | Хард (i)      | Дарія Касаткіна     | 6–1, 6–2           |
| Перемога  | 4–7 | Лис 2017 | WTA Elite Trophy, КНР               | Elite Trophy | Хард (i)      | Коко Вандевей       | 7–5, 6–1           |
| Перемога  | 5–7 | Січ 2018 | Auckland Open, Нова Зеландія        | Міжнародний  | Хард          | Каролін Возняцкі    | 6–4, 7–6(7–4)      |
| Поразка   | 5–8 | Кві 2018 | Charleston Open, США                | Прем'єрний   | Ґрунт         | Кікі Бертенс        | 2–6, 1–6           |
| Перемога  | 6–8 | Жов 2018 | Luxembourg Open, Люксембург         | Міжнародний  | Хард (в залі) | Белінда Бенчич      | 6–4, 7–5           |
| Перемога  | 7–8 | Січ 2019 | Auckland Open, Нова Зеландія (2)    | Міжнародний  | Хард          | Б'янка Андрееску    | 2–6, 7–5, 6–1      |
| Поразка   | 7–9 | Чер 2019 | Birmingham Classic, Велика Британія | Прем'єрний   | Трава         | Ешлі Барті          | 3–6, 5–7           |

### Парний розряд: 16 (5 титулів)
| Результат | №   | Дата            | Турнір                                               | Поверхня   | Партнерка            | Супротивниці                         | Рахунок               |
| --------- | --- | --------------- | ---------------------------------------------------- | ---------- | -------------------- | ------------------------------------ | --------------------- |
| Перемога  | 1.  | 20 липня 2009   | Banka Koper Slovenia Open, Порторож, Словенія        | Хард       | Владіміра Углірова   | Камій Пен Клара Закопалова           | 6–4, 6–2              |
| Поразка   | 1.  | 27 липня 2009   | İstanbul Cup, Стамбул, Туреччина                     | Хард       | Патті Шнідер         | Луціє Градецька Рената Ворачова      | 6–2, 3–6, [10–12]     |
| Поразка   | 2.  | 12 липня 2010   | Internazionali Femminili di Palermo, Палермо, Італія | Ґрунт      | Джилл Крейбас        | Альберта Бріянті Сара Еррані         | 4–6, 1–6              |
| Перемога  | 2.  | 2 серпня 2010   | e-Boks Sony Ericsson Open, Копенгаген, Данія         | Хард (i)   | Анна-Лена Гренефельд | Віталія Дяченко Тетяна Пучек         | 6–4, 6–4              |
| Перемога  | 3.  | 26 вересня 2010 | Hansol Korea Open, Сеул, Південна Корея              | Хард       | Полона Герцог        | Наталі Грандін Владіміра Углірова    | 6–3, 6–4              |
| Поразка   | 3.  | 17 липня 2011   | Gastein Ladies, Бад-Гаштайн, Австрія                 | Ґрунт      | Ярміла Ґайдошова     | Ева Бірнерова Луціє Градецька        | 6–4, 2–6, [10–12]     |
| Поразка   | 4.  | 16 жовтня 2011  | Generali Ladies Linz, Лінц, Австрія                  | Хард (i)   | Анна-Лена Гренефельд | Марина Еракович Олена Весніна        | 5–7, 1–6              |
| Поразка   | 5.  | 7 січня 2012    | ASB Classic, Окленд, Нова Зеландія                   | Хард       | Флавія Пеннетта      | Андреа Главачкова Луціє Градецька    | 7–6(7–2), 2–6, [7–10] |
| Поразка   | 6.  | 29 квітня 2012  | Porsche Tennis Grand Prix, Штуттгарт, Німеччина      | Ґрунт      | Анна-Лена Гренефельд | Івета Бенешова Барбора Стрицова      | 4–6, 5–7              |
| Перемога  | 4.  | 17 червня 2012  | Gastein Ladies, Бад-Гаштайн, Австрія                 | Ґрунт      | Джилл Крейбас        | Анна-Лена Гренефельд Петра Мартич    | 6–7(4–7), 6–4, [11–9] |
| Поразка   | 7.  | 14 жовтня 2012  | Generali Ladies Linz, Лінц, Австрія                  | Хард (i)   | Барбора Стрицова     | Анна-Лена Гренефельд Квета Пешке     | 3–6, 4–6              |
| Поразка   | 8.  | 5 січня 2013    | ASB Classic, Окленд, Нова Зеландія                   | Хард       | Ярослава Шведова     | Кара Блек Анастасія Родіонова        | 6–2, 2–6, [5–10]      |
| Поразка   | 9.  | 29 червня 2013  | Bank of the West Classic, Стенфорд, США              | Хард       | Дарія Юрак           | Ракель Копс-Джонс Абігейл Спірс      | 2–6, 6–7(4–7)         |
| Поразка   | 10. | 14 вересня 2014 | Coupe Banque Nationale, Квебек-Сіті, Канада          | Carpet (i) | Андреа Главачкова    | Луціє Градецька Мір'яна Лучич-Бароні | 3–6, 6–7(8–10)        |
| Перемога  | 5.  | 29 серпня 2015  | Connecticut Open, Нью-Гейвен, США                    | Хард       | Луціє Градецька      | Чжуан Цзяжун Лян Чень                | 6–3, 6–1              |
| Поразка   | 11. | 20 березня 2016 | BNP Paribas Open, Індіан-Веллз, США                  | Хард       | Кароліна Плішкова    | Бетані Маттек-Сендс Коко Вандевей    | 6–4, 4–6, [6–10]      |

## Історія виступів на турнірах Великого шолома
| Турнір          | 2006 | 2007 | 2008 | 2009 | 2010 | 2011 | 2012 | 2013 | 2014 | 2015 | 2016 | 2017 | 2018 | 2019 | Усп    | В–П   |
| --------------- | ---- | ---- | ---- | ---- | ---- | ---- | ---- | ---- | ---- | ---- | ---- | ---- | ---- | ---- | ------ | ----- |
| Australian Open | A    | A    | K2   | 1к   | 2к   | 3к   | 4к   | 4к   | 2к   | 4к   | 2к   | 2к   | 2к   | 1к   | 0 / 11 | 16–11 |
| French Open     | A    | A    | K3   | 1к   | 2к   | 3к   | 3к   | 1к   | 2к   | 4к   | 2к   | 1к   | 3к   | 1к   | 0 / 11 | 12–11 |
| Wimbledon       | A    | A    | 2к   | 1к   | 1к   | 3к   | 3к   | 1к   | 1к   | 1к   | 1к   | 1к   | ПФ   |      | 0 / 11 | 10–11 |
| US Open         | A    | 1к   | 1к   | 1к   | 2к   | 3к   | 1к   | 1к   | 1к   | 1к   | 2к   | 4к   | 2к   |      | 0 / 12 | 8–12  |
| Ви–Пр           | 0–0  | 0–1  | 1–2  | 0–4  | 3–4  | 8–4  | 7–4  | 3–4  | 2–4  | 6–4  | 3–4  | 4–4  | 9–4  | 0-2  | 0 / 44 | 46–45 |